# Campeonato Paraibano 1980
In 1980 werd het 70ste Campeonato Paraibano gespeeld voor voetbalclubs uit de Braziliaanse staat Paraíba. De competitie werd georganiseerd door de Federação Paraibana de Futebol en werd gespeeld van 9 juli  tot 26 november. Campinense werd kampioen. 

## Eerste toernooi

### Eerste fase

#### Groep A
| Plaats | Club         | Wed. | W | G | V | Saldo | Ptn. |
| ------ | ------------ | ---- | - | - | - | ----- | ---- |
| 1.     | Treze        | 8    | 6 | 2 | 0 | 21:3  | 14   |
| 2.     | Campinense   | 8    | 5 | 1 | 2 | 18:6  | 11   |
| 3.     | Auto Esporte | 8    | 4 | 0 | 4 | 11:14 | 8    |
| 4.     | Santa Cruz   | 8    | 1 | 1 | 6 | 5:14  | 3    |
| 5.     | Santos       | 8    | 1 | 0 | 7 | 5:21  | 2    |

|  | Geplaatst voor tweede fase |

#### Groep B
| Plaats | Club                 | Wed. | W | G | V | Saldo | Ptn. |
| ------ | -------------------- | ---- | - | - | - | ----- | ---- |
| 1.     | Nacional de Patos    | 8    | 6 | 0 | 2 | 17:9  | 12   |
| 2.     | Botafogo             | 8    | 4 | 3 | 1 | 11:6  | 11   |
| 3.     | Guarabira            | 8    | 3 | 1 | 4 | 10:15 | 7    |
| 4.     | Nacional de Cabedelo | 8    | 1 | 2 | 5 | 5:15  | 4    |

|  | Geplaatst voor tweede fase |

### Tweede fase
| Plaats | Club              | Wed. | W | G | V | Saldo | Ptn. |
| ------ | ----------------- | ---- | - | - | - | ----- | ---- |
| 1.     | Botafogo          | 6    | 3 | 2 | 1 | 7:4   | 8    |
| 2.     | Campinense        | 6    | 2 | 2 | 2 | 4:4   | 6    |
| 3.     | Treze             | 6    | 1 | 3 | 2 | 6:4   | 5    |
| 4.     | Nacional de Patos | 6    | 2 | 1 | 3 | 3:8   | 35   |

|  | Geplaatst voor finale |

## Tweede toernooi

### Eerste fase

#### Groep A
| Plaats | Club                 | Wed. | W | G | V | Saldo | Ptn. |
| ------ | -------------------- | ---- | - | - | - | ----- | ---- |
| 1.     | Auto Esporte         | 8    | 7 | 0 | 1 | 18:4  | 14   |
| 2.     | Botafogo             | 8    | 5 | 2 | 1 | 16:5  | 12   |
| 3.     | Treze                | 8    | 5 | 1 | 2 | 18:6  | 11   |
| 4.     | Nacional de Cabedelo | 8    | 0 | 2 | 6 | 4:21  | 2    |

|  | Geplaatst voor tweede fase |

#### Groep B
| Plaats | Club              | Wed. | W | G | V | Saldo | Ptn. |
| ------ | ----------------- | ---- | - | - | - | ----- | ---- |
| 1.     | Campinense        | 8    | 4 | 3 | 1 | 15:3  | 11   |
| 2.     | Nacional de Patos | 8    | 3 | 2 | 3 | 8:10  | 8    |
| 3.     | Santa Cruz        | 8    | 3 | 2 | 3 | 4:9   | 8    |
| 4.     | Guarabira         | 8    | 2 | 0 | 6 | 5:15  | 4    |
| 5.     | Santos            | 8    | 0 | 2 | 6 | 3:18  | 2    |

|  | Geplaatst voor tweede fase |

### Tweede fase
| Plaats | Club              | Wed. | W | G | V | Saldo | Ptn. |
| ------ | ----------------- | ---- | - | - | - | ----- | ---- |
| 1.     | Campinense        | 6    | 3 | 2 | 1 | 6:4   | 8    |
| 2.     | Nacional de Patos | 6    | 2 | 2 | 2 | 5:5   | 6    |
| 3.     | Botafogo          | 6    | 1 | 4 | 1 | 6:6   | 6    |
| 4.     | Auto Esporte      | 6    | 0 | 4 | 2 | 1:3   | 4    |

|  | Geplaatst voor finale |

## Finale
|                              |          |       |            |  |
| 18 november Eerste wedstrijd | Botafogo | 1 – 1 | Campinense |  |
| 18 november Eerste wedstrijd |          |       |            |  |

|                              |            |       |          |  |
| 23 november Tweede wedstrijd | Campinense | 2 – 0 | Botafogo |  |
| 23 november Tweede wedstrijd |            |       |          |  |

|                             |            |       |          |  |
| 26 november Derde wedstrijd | Campinense | 1 – 0 | Botafogo |  |
| 26 november Derde wedstrijd |            |       |          |  |

### Kampioen
| Campeonato Paraibano de 1980    |
| Paraiba                         |
| ------------------------------- |
| CAMPINENSE Kampioen (14° titel) |